# Abra affinis
Abra affinis is een tweekleppigensoort uit de familie van de Semelidae. De wetenschappelijke naam van de soort werd in 1899 gepubliceerd door E.A. Smith.